# 美盈苑

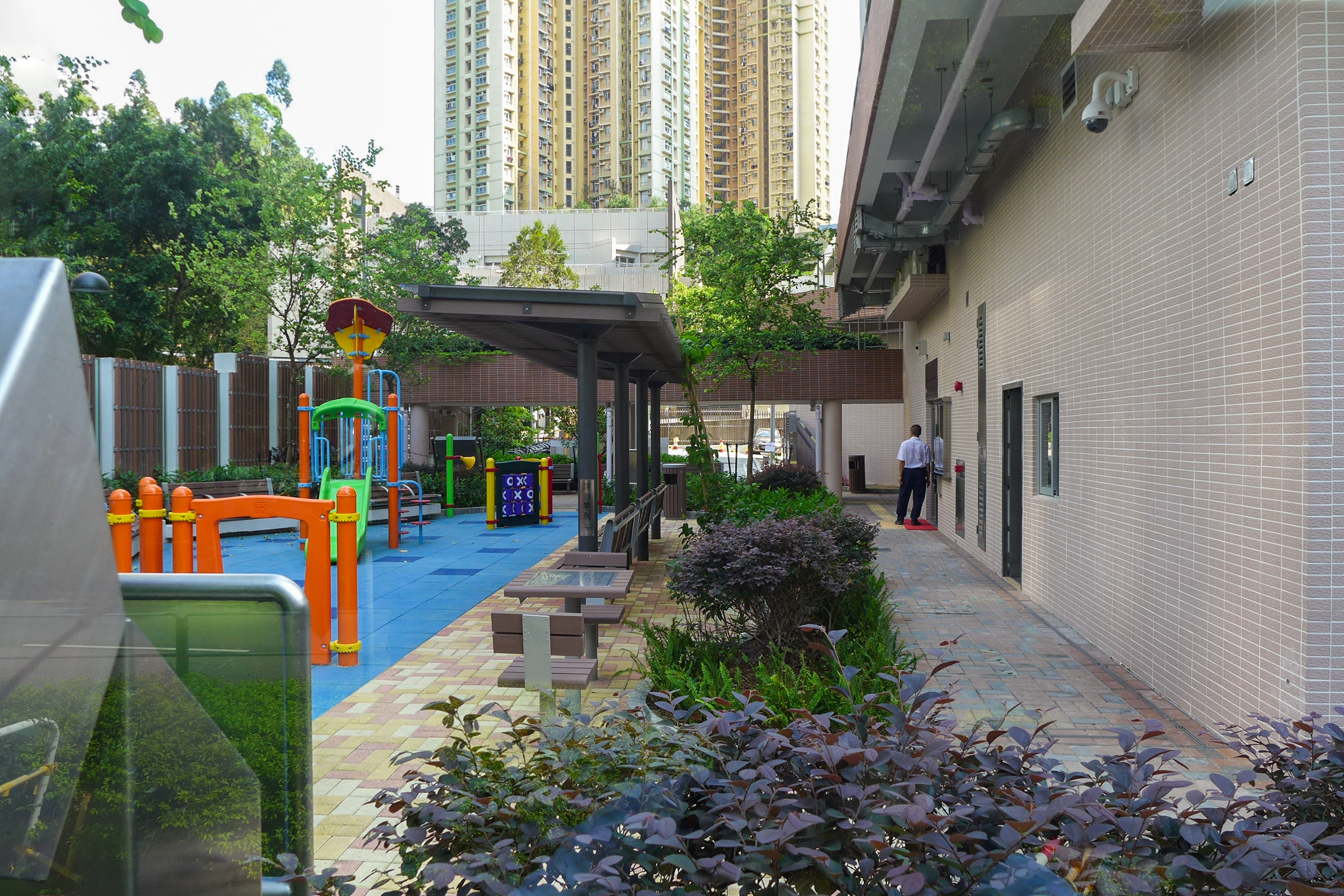
兒童遊樂場

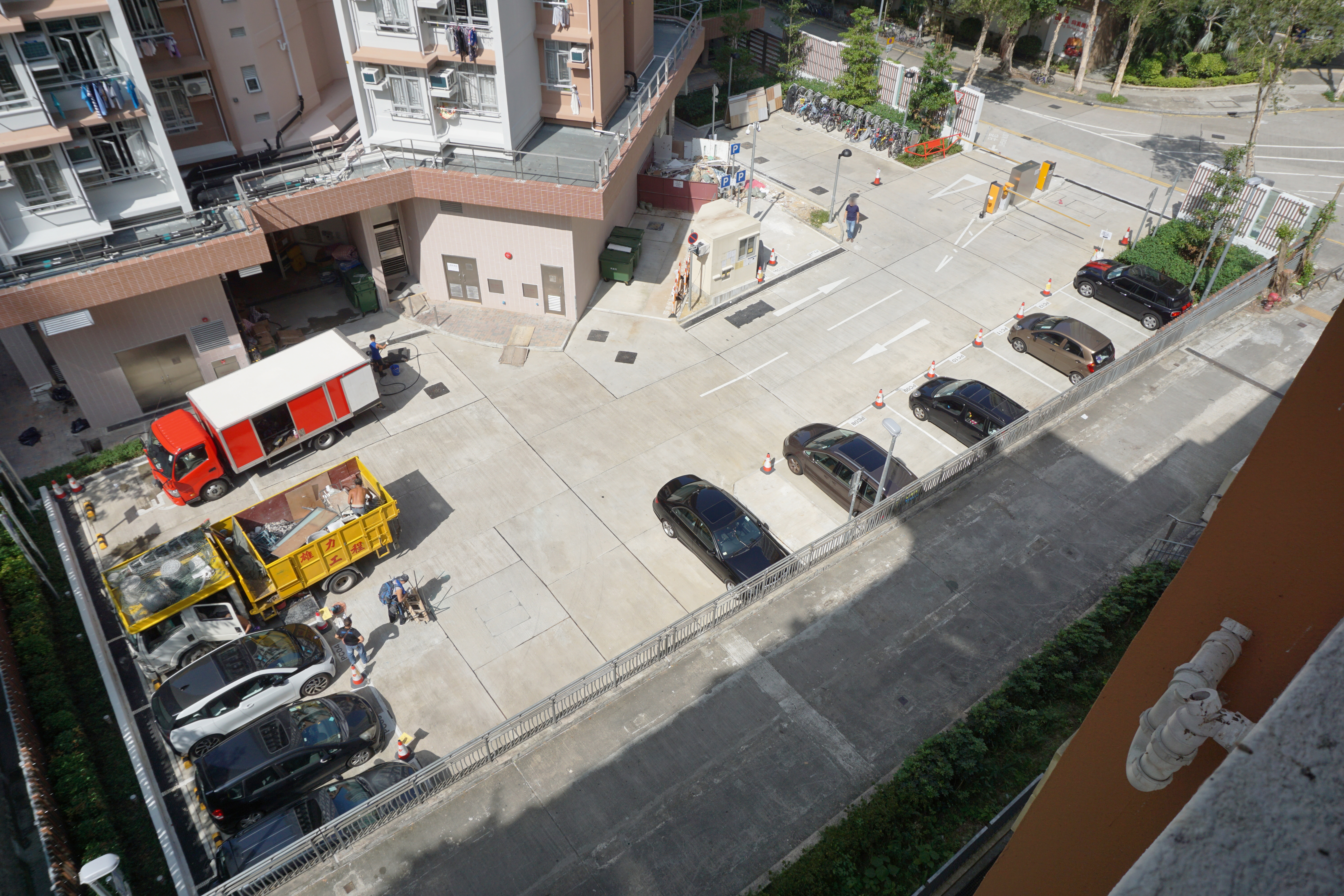
停車場

美盈苑（英語：Mei Ying Court）是香港房屋委員會的居屋屋苑之一，項目編號為ST45，位於新界大圍美滿里2號、美田邨美致樓和美全樓中間，與香粉寮一帶多個公屋及居屋屋苑為鄰，於2017年5月底落成。與城門河對岸的美柏苑同屬香港政府在2010年代中後期復建居屋的首批屋苑的首個售罄屋苑，最後一個單位已於2015年7月9日售出。
屋苑僅有一座住宅大樓，整座樓宇樓高27層，提供216個單位，由保華建業興建，管理公司曾經為其士集團旗下其士富居物業管理公司，2021年6月轉為昇捷管理服務有限公司管理。

## 屋苑資料

### 樓宇
屋苑屬單幢式設計，樓高27層，每層設8伙單位。所有單位均為兩房單位，實用面積介乎442至447平方呎。
| 樓宇名稱 | 樓宇類型               | 落成年份 | 樓宇層數 （住宅層數） | 每層伙數 | 單位數目（伙） | 承建商   | 提供升降機的廠商 |
| -------- | ---------------------- | -------- | --------------------- | -------- | -------------- | -------- | ---------------- |
| 美盈苑   | 非標準設計大廈 （Y型） | 2017年   | 27 （1-27樓）         | 8        | 216            | 保華建業 | 東芝             |

### 設施
屋苑內設有兒童遊樂場和露天停車場，住客需與美田邨共用其他設施。

## 興建期間的圖片庫

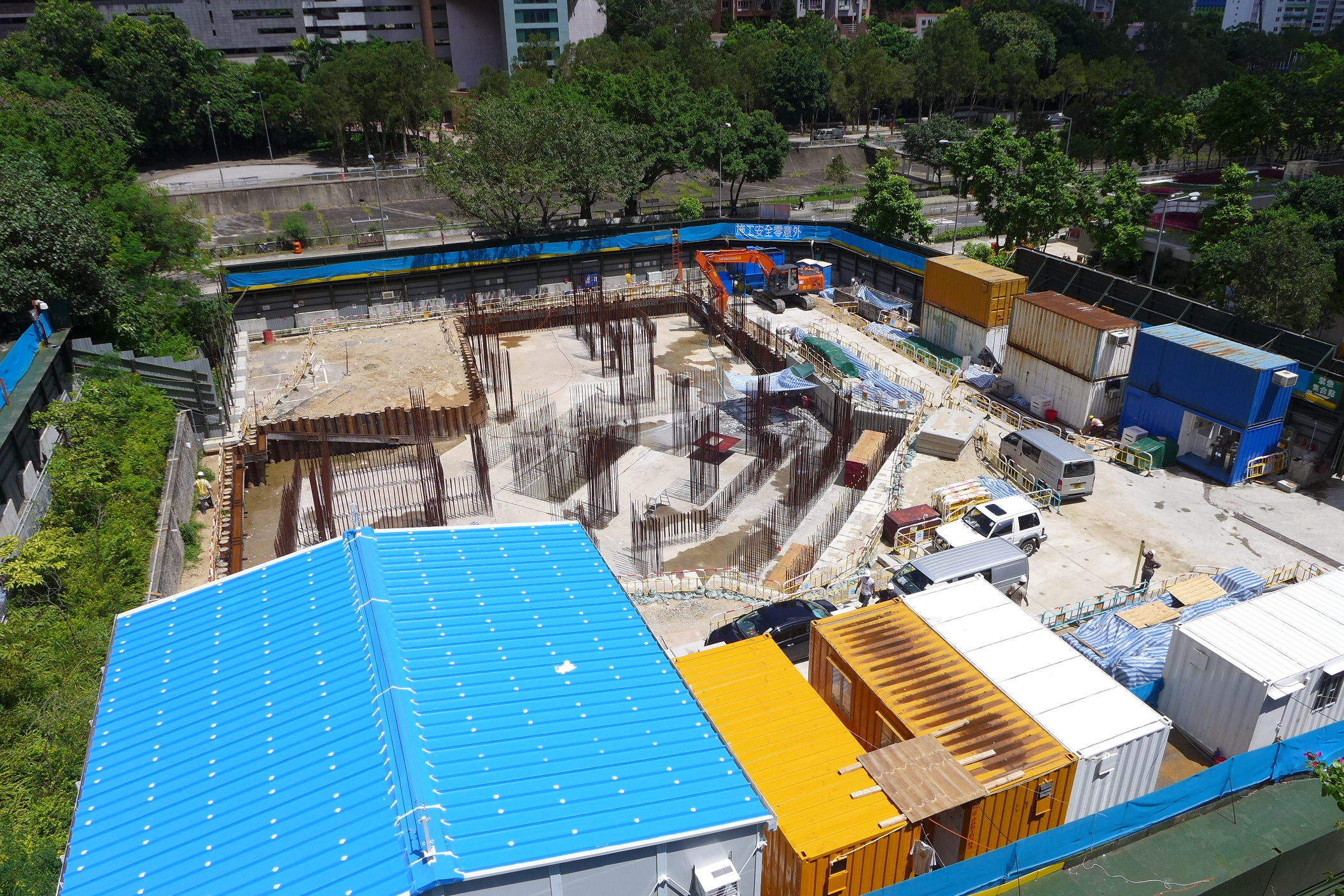
2014年8月
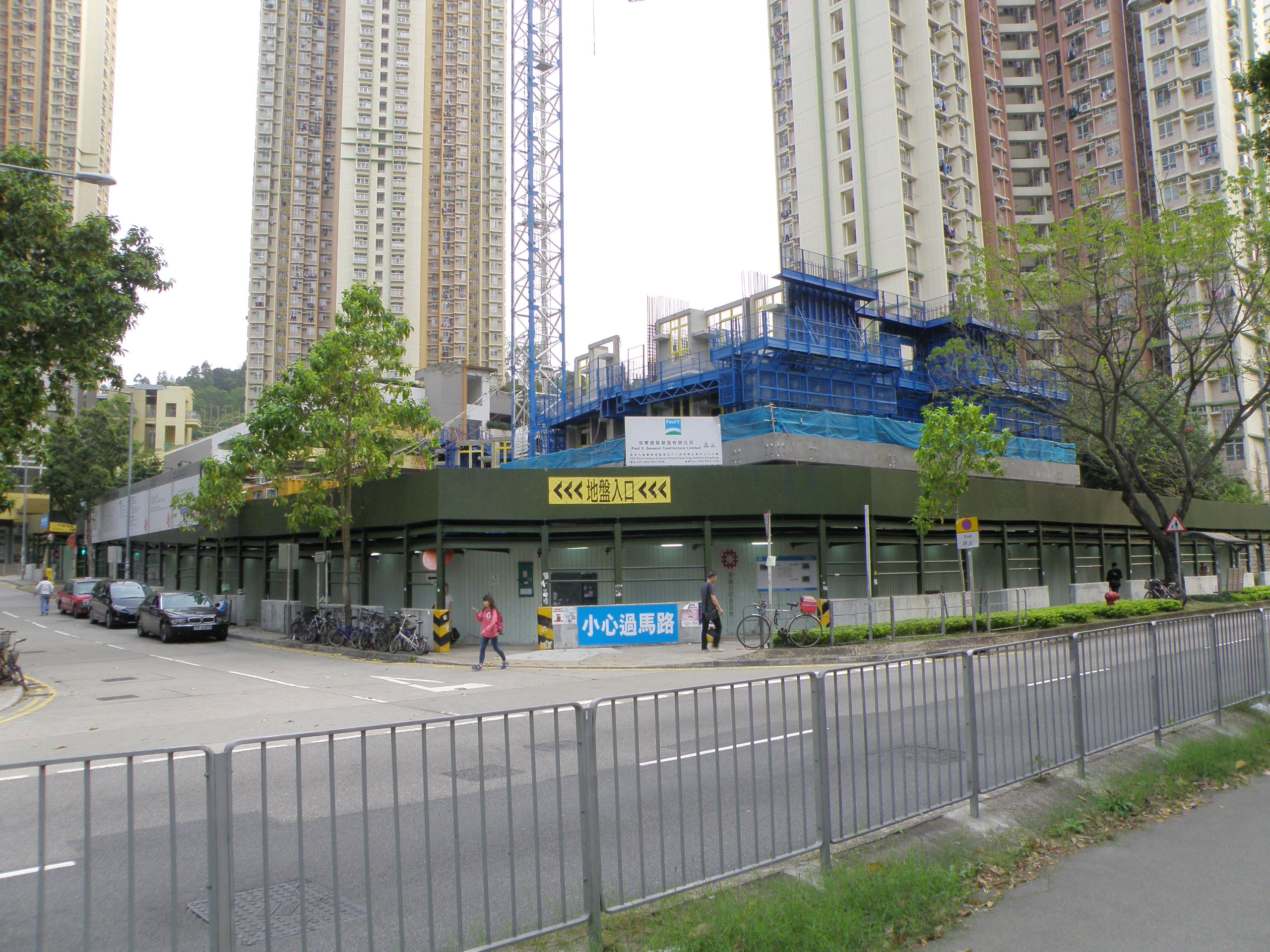
2015年3月
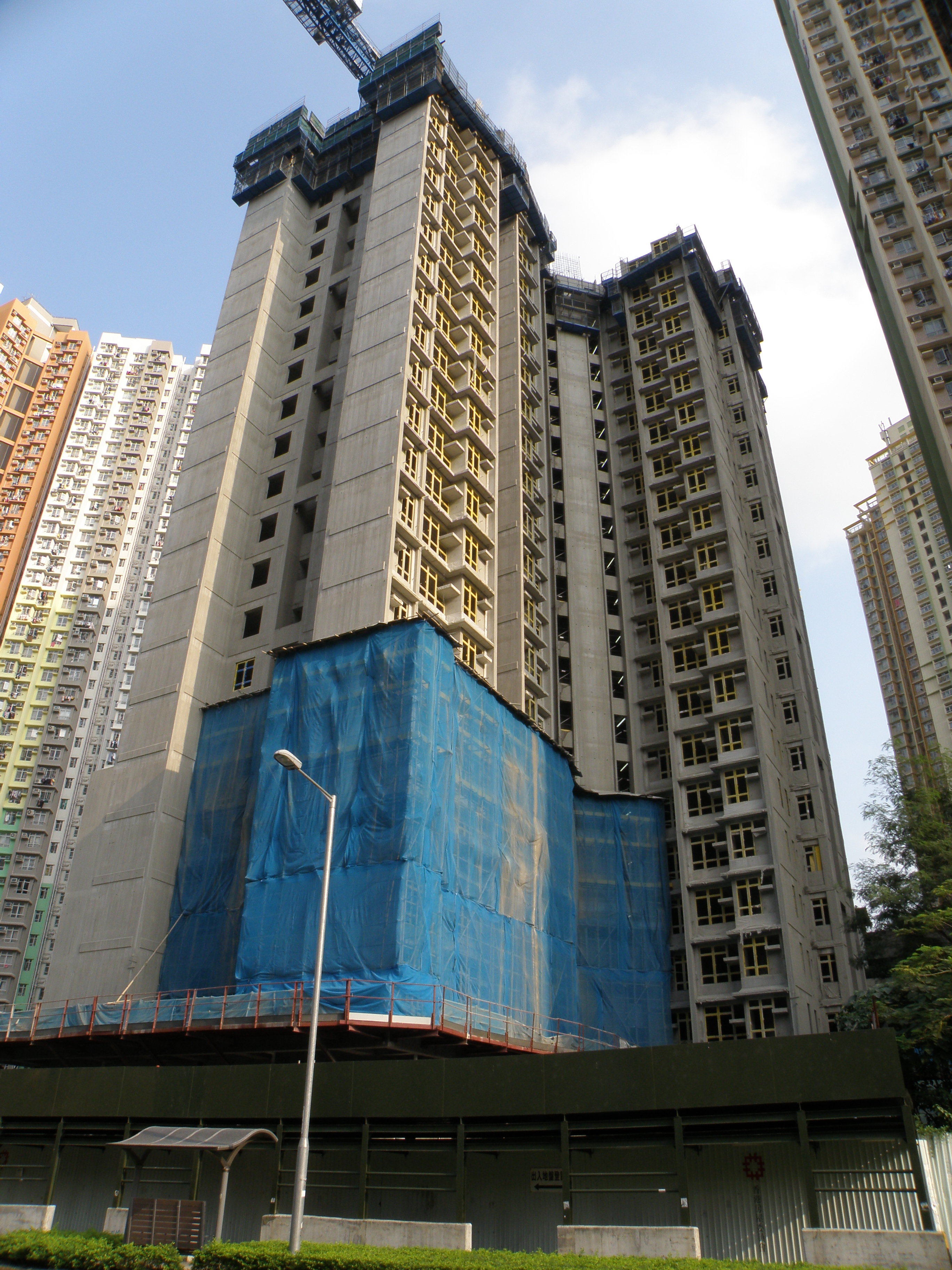
2015年9月
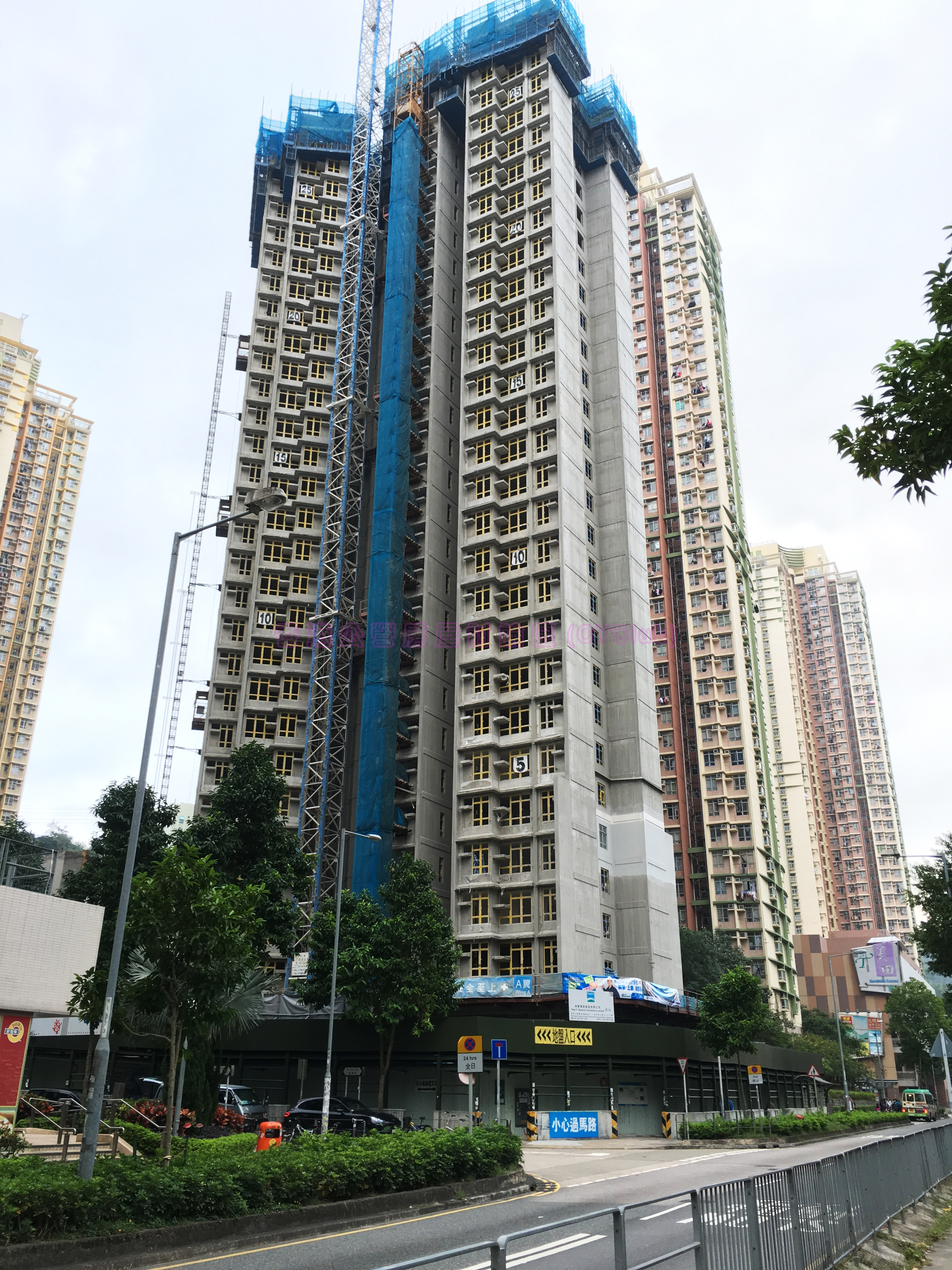
2015年12月
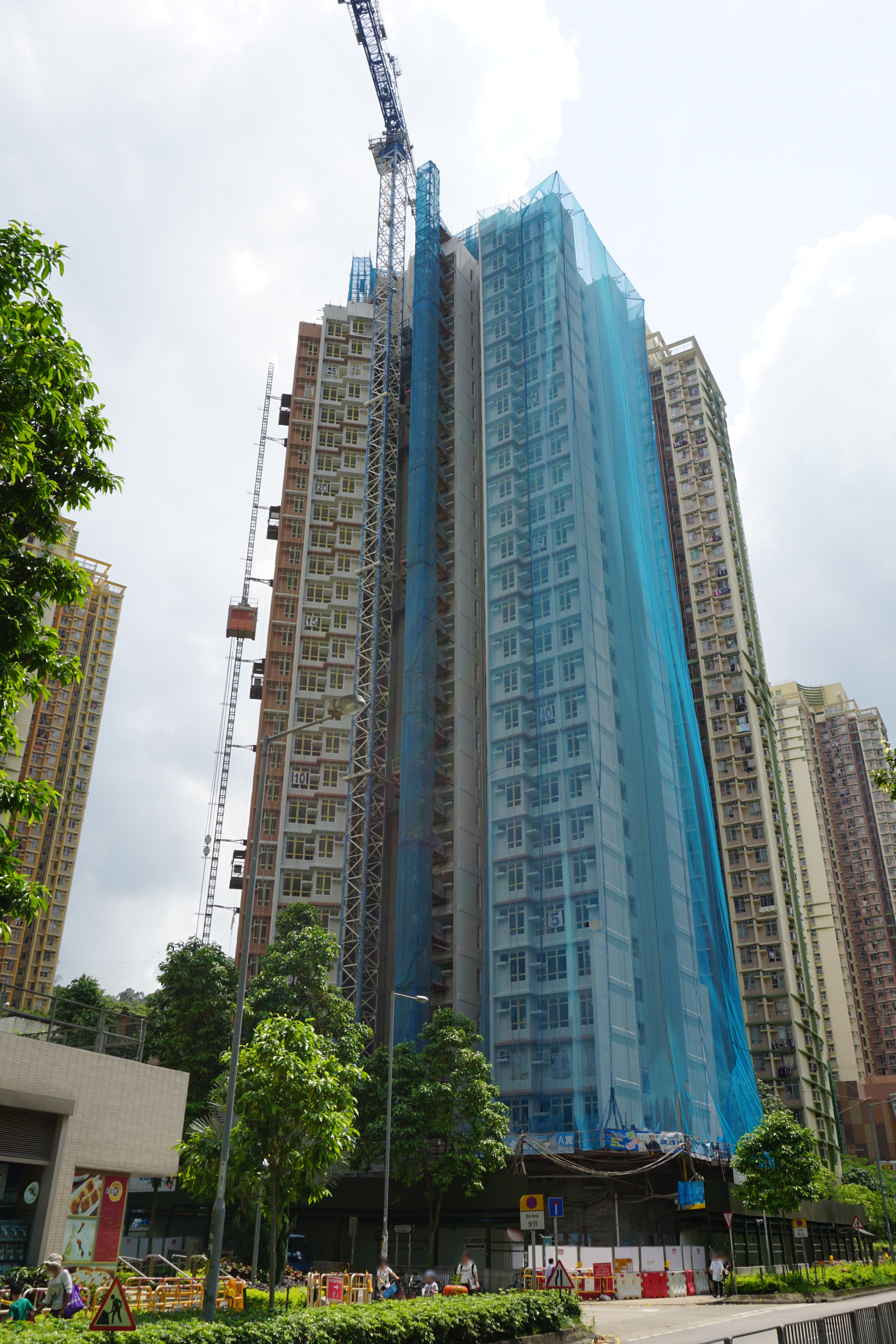
2016年5月
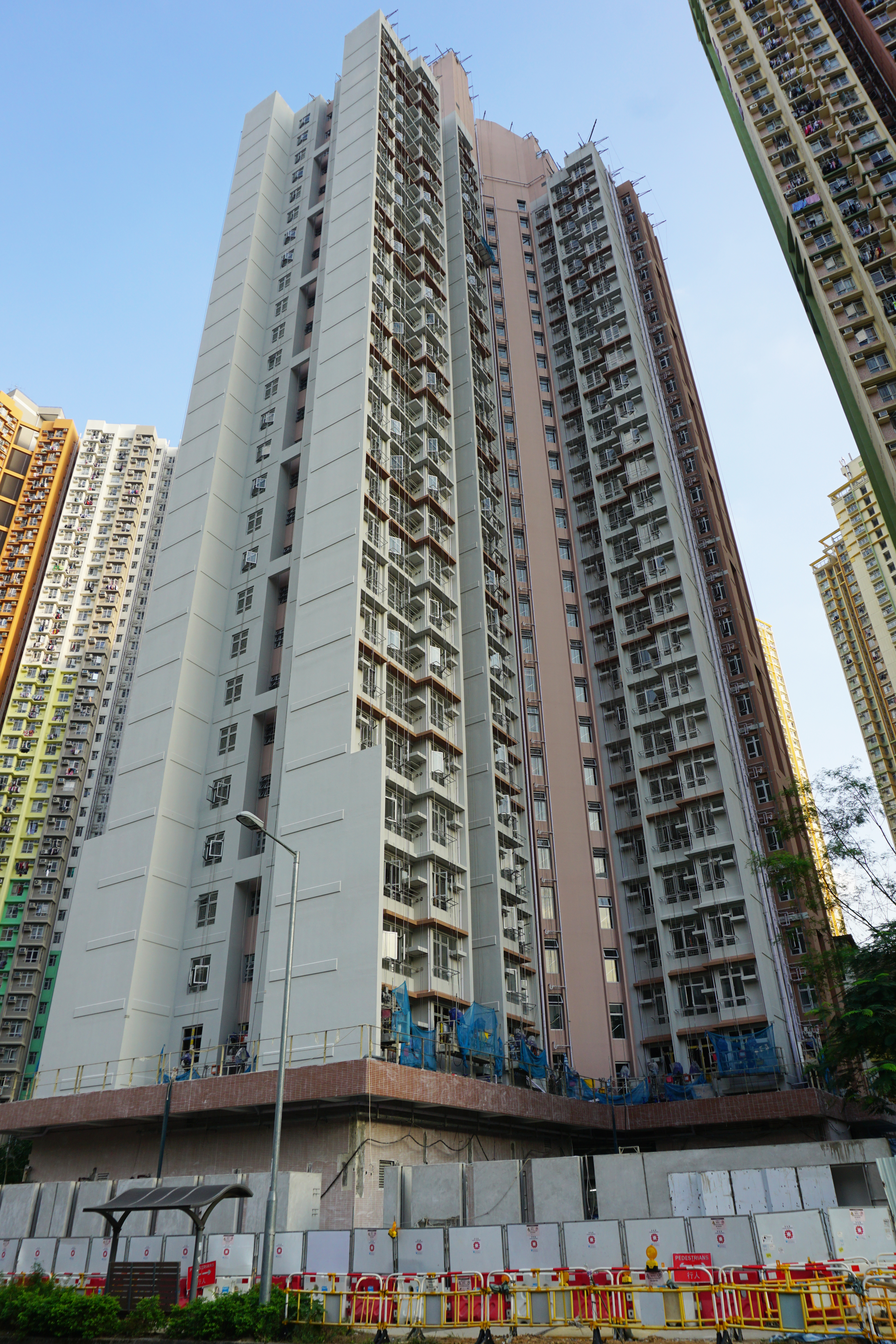
2016年11月

## 鄰近建築
- 美田邨
- 美林邨
- 美柏苑
- 翠景花園
- 恒峰花園